# Biscuit roulé aux figues
Le biscuit roulé aux figues ou barre de figues est un biscuit ou pâtisserie constituée d'un gâteau roulé ou fourré autour d'une pâte de figues.

## Histoire
Les figues sont un aliment populaire depuis l'Antiquité, originaire des régions méditerranéennes et d'Asie Mineure.
Les premiers Égyptiens ont peut-être inventé le premier pain aux figues - une pâtisserie simple faite de pâte de figues et d'une pâte à base de farine. Au Moyen Âge, le médecin arabe Ibn Butlan aurait recommandé de manger des figues avec des biscuits ou du pain sucré - un exemple précoce de ce que l'on pourrait considérer comme un pain aux figues.
Les pains aux figues étaient populaires auprès des immigrants britanniques aux États-Unis à la fin du XIXe siècle.

## LesFig Newtons
Les Fig Newtons sont un biscuit populaire produit en série similaire à un pain aux figues. En 1892, James Henry Mitchell, un ingénieur et inventeur de Floride, a reçu un brevet pour une machine qui pouvait produire un tube de pâte à biscuits et le remplir simultanément de confiture. La machine était composée de deux entonnoirs, l'un à l'intérieur de l'autre, l'entonnoir extérieur créant le tube de pâte et l'entonnoir intérieur remplissant ce tube de confiture de figues.
Au même moment, Charles Roser, boulanger de Philadelphie et amateur de figues, développait une recette de pâtisserie basée sur le rouleau aux figues fait maison britannique. Roser a contacté la Kennedy Biscuit Company basée à Cambridgeport, dans le Massachusetts, qui a accepté de prendre en charge la production et les ventes.
La Kennedy Biscuit Company s'était récemment associée à la New York Biscuit Company et, après la fusion pour former Nabisco, avait déposé la marque du produit sous le nom de Fig Newton. Le biscuit a été nommé d'après la ville de Newton, dans le Massachusetts. C'était l'un des premiers produits de boulangerie fabriqués commercialement aux États-Unis.